# Andrei Grecul
Andrei Grecul (în rusă Андрей Грекул; n. 1 decembrie 1919, Slobozia, Statul Rus, Imperiul Rus – d. 27 martie 1983, Chișinău, URSS) a fost un om de stat, politician și profesor sovietic moldovean, doctor în științe istorice. Laureat al Premiului de Stat al RSS Moldovenești (1979).

## Biografie
S-a născut în satul Slobozia din ținutul Tiraspol, gubernia Herson, în perioada existenței efemerei Republici Populare Ucrainene (actualmente în Transnistria, Republica Moldova). A devenit membru al PCUS în 1944.
A luptat în Al Doilea Război Mondial. Din 1946, a fost antrenat în activitatea economică, socială și politică. Între anii 1946–1984, a fost lucrător de partid, secretar al comitetului raional Fălești al Partidului Comunist al Moldovei (PCM), șef al departamentului școlar al Comitetului central al PCM, director al Institutului Pedagogic din Chișinău, profesor al departamentului de istorie al PCUS la Universitatea de Stat din Moldova.
A murit la Chișinău în 1983.